# Tremors 2 – Die Rückkehr der Raketenwürmer
Tremors 2 – Die Rückkehr der Raketenwürmer ist die Fortsetzung von Tremors – Im Land der Raketenwürmer. S. S. Wilson drehte das B-Movie im Jahr 1996. Im Gegensatz zum Vorgänger war dieser Film eine Direct-to-Video-Produktion.

## Handlung
Sechs Jahre sind vergangen, seit die Monsterwürmer das Dorf Perfection in Nevada angegriffen haben. Diesmal schlagen sie in einem Erdölgebiet in Mexiko zu, wodurch einige Arbeiter ums Leben kommen.
Der Besitzer des Erdölgebietes bittet den Wurmjäger Earl Basset um Hilfe; Val McKee (ein Charakter aus dem ersten Teil) hat die Hilfe bereits abgelehnt. Als man ihm von den Monsterwürmern, den Graboiden (von englisch to grab ‚greifen‘ in Bezug auf ihre Greiftentakel), erzählt, willigt Earl ein, sich gegen Bezahlung auf die Jagd zu begeben. Dabei begleitet ihn der Jungabenteurer Grady Hoover, der durch die Graboidenjagd berühmt werden möchte.
In Mexiko angekommen lernen die beiden die Geologin Kate Reilly kennen, die herausfindet, dass die Graboiden schon im Präkambrium gelebt haben. Inzwischen machen sich Earl und sein Partner auf die Jagd. Um einen Graboiden zu töten, lassen die beiden ferngesteuerte und mit Sprengstoff beladene Spielzeugtrucks als Köder über den Boden fahren. Den beiden gelingt es somit, einen Wurm nach dem anderen zu töten. Als ein Wurm die beiden beinahe in die Tiefe gezogen hat, holen sie Burt Gummer – der schon im ersten Teil mit Earl gegen die Graboiden kämpfte – zu Hilfe.
Zunächst scheint Burt die Lage in den Griff zu bekommen; doch die Bedrohung nimmt zu, als sich die Würmer weiterentwickeln. Aus jedem Graboiden entwickeln sich mehrere Zweibeiner, die nun über der Erde jagen und über Infrarot-Sinnesorgane verfügen. Es gelingt jedoch, die Tiere ein weiteres Mal zu überlisten und auszulöschen.

## Erfolg
Tremors 2 konnte innerhalb einer Woche seiner Videoauswertung 4,5 Millionen Dollar einnehmen und wurde für einen Saturn Award für die Beste Videopremiere nominiert.

## Kritik
„Filmfortsetzung mit dürftiger Story, aber bemerkenswerten Trickeffekten, deren Schwerpunkt auf dem Spiel mit Ekel und Schocks und in der Verherrlichung von Waffen liegt.“

Cinema urteilte, die „fröhliche Entwurmungskur“ „amüsiert auch hier [mit] herrlich humoristischem Unterton“. Die „Monsterfilm-Persiflage“ sei eine „flotte Würmerjagd mit komischen Momenten“.

## Fortsetzungen
- 2001: Tremors 3 – Die neue Brut (Tremors 3 – Back to Perfection)
- 2004: Tremors 4 – Wie alles begann (Tremors 4 – The Legend Begins)
- 2015: Tremors 5 – Blutlinien (Tremors 5 – Bloodlines)
- 2018: Tremors 6 – Ein kalter Tag in der Hölle (Tremors 6 – A cold day in hell)
- 2020: Tremors 7: Shrieker Island